# 商君書
『商君書』（しょうくんしょ）は、商鞅の著作と伝えられる書物。著者は不明。『商子』（しょうし）とも呼ぶ。24篇が現存する。

## 概要
『史記』商君列伝賛には司馬遷が商鞅の「開塞」「耕戦」などの書物を読んだことを記す。『漢書』芸文志には法家に『商君』29篇があり、商鞅の書としている（なお、同じ芸文志の兵権謀家には「公孫鞅27篇」が見えており、これと商君29篇がどのような関係にあるかはよくわからない）。
しかし、現在の『商君書』には商鞅より後の時代の記事が見えるため、少なくとも一部分は商鞅の作ではありえない。たとえば徠民篇には魏の襄王の諡が見え、長平の戦いについて記しているため、秦の昭襄王以降の時代の作である。後人による偽作説もある。『四庫全書総目提要』は商鞅の説をもとに後世の「法家者流」が編纂したと考えている。

## 構成
現行の『商君書』は5巻26篇からなるが、うち第16・21篇は中身がないため、実質24篇である。ほかに『群書治要』巻36に『商君書』六法篇からの抜粋を載せる。
- 巻1: 更法第一 墾令第二 農戦第三 去彊第四
- 巻2: 説民第五 算地第六 開塞第七
- 巻3: 壱言第八 錯法第九 戦法第十 立本第十一 兵守第十二 靳令第十三 修権第十四
- 巻4: 徠民第十五 賞刑第十七 画策第十八
- 巻5: 境内第十九 弱民第二十 外内第二十二 君臣第二十三 禁使第二十四 慎法第二十五 定分第二十六

法の貫徹を求め、農業の振興と富国強兵を主張する。戦法・立本・兵守の3篇は兵法について述べており、他の篇とかなり異なっている。

## 関連文献
- 小柳司気太 訳『商子』国民文庫刊行会〈国訳漢文大成 経子史部 第9巻〉。
- 清水潔 訳『商子』明徳出版社〈中国古典新書〉、1970年。
- 鈴木一郎『商君書索引』風間書房、1989年。ISBN 4759907351。
- 守屋洋 訳『商君書―中国流統治の学』徳間書店〈現代人の古典シリーズ 38〉、1995年。ISBN 4198602476。